# Švicarska hokejska reprezentanca
Švicarska hokejska reprezentanca je ena boljših državnih hokejskih reprezentanc na svetu. Na olimpijskih igrah je osvojila dve bronasti medalji v štirinajstih nastopih, na svetovnih prvenstev pa štiri srebrne in šest bronastih medalj. 